# Urdaneta (Lara)
Urdaneta è un comune del Venezuela situato nello Stato del Lara.
Il capoluogo del comune è la città di Siquisique.